# La Laupie
La Laupie település Franciaországban, Drôme megyében. Lakosainak száma 776 fő (2022. január 1.). La Laupie Bonlieu-sur-Roubion, Condillac, Marsanne és Sauzet községekkel határos.

## Népesség
A település népességének változása:
| Lakosok száma | 346  | 550  | 529  | 647  | 747  | 793  | 756  | 748  | 749  | 776  |
|               | 1968 | 1982 | 1990 | 2006 | 2013 | 2015 | 2017 | 2019 | 2020 | 2022 |